# Depot von Kiebitz
Das Depot von Kiebitz (auch Hortfund von Kiebitz) ist ein Depotfund der frühbronzezeitlichen Aunjetitzer Kultur (2300–1550 v. Chr.) aus Kiebitz, einem Ortsteil von Jahnatal im Landkreis Mittelsachsen (Sachsen). Das Depot wurde nach seiner Auffindung zwischen dem Landesmuseum für Vorgeschichte Dresden (jetzt Staatliches Museum für Archäologie Chemnitz) und dem Heimatmuseum Mügeln aufgeteilt. 

## Fundgeschichte
Das Depot wurde 1914 südlich des Schrebitzbergs beim Pflügen gefunden. Es lag in einer Tiefe von 0,4 m.

## Zusammensetzung
Das Depot war in einem rundlichen aufgerauten Keramikgefäß niedergelegt worden. Dieses enthielt mindestens 38 Bronzegegenstände: zwei zerbrochene rundstabige Ösenhalsringe, einen schweren Thüringer Ring, einen weiteren schweren Ring ohne verdickte Enden, sechs schwere ovale offene Ringe mit Verzierungen aus Querstrichgruppen an den Enden, eine Armspirale aus Draht mit rundem Querschnitt, drei Bruchstücke einer gleichartigen Armspirale, ein Bruchstück einer gegossenen Manschette (gefertigt aus mindestens acht rundstabigen Ringen, die durch mitgegossene Querstege verbunden sind), mindestens drei getriebene Schmuckscheiben mit einem Mittelbuckel und drei umlaufenden Doppelreihen aus Perlbuckeln (nur ein Exemplar erhalten, von den anderen nur Erdabdrücke vorhanden), 15 zum Teil auseinander gezogene Spiralröllchen, sieben Blechröllchen mit einer Verzierung aus feinen Querrillen.
Neben den Bronzegegenständen enthielt das Gefäß noch zwei undurchbohrte Bernstein-Stücke und 14 Bernstein-Perlen. Die Perlen haben meist die Form kleiner flacher rechteckiger Tafeln und sind von zwei Seiten aus in Längsrichtung durchbohrt. Eine Perle weist drei sich kreuzende Bohrungen auf, eine andere eine V-Bohrung.